# Катастрофа Boeing 747 в Сеуле
Катастрофа Boeing 747 в Сеуле — авиационная катастрофа, произошедшая 19 ноября 1980 года с самолётом Boeing 747-200 авиакомпании Korean Air Lines в сеульском международном аэропорту Кимпхо (Республика Корея).
Лайнер выполнял регулярный пассажирский рейс 015 из Лос-Анджелеса в Сеул с промежуточной остановкой на дозаправку в Анкоридже и столкнулся с землёй при выполнении посадки в аэропорту назначения. В результате происшествия из 226 пассажиров и членов экипажа на борту погибло 15 человек.

## Хронология событий
Самолёт следовал на посадку на взлётно-посадочную полосу 14 сеульского аэропорта в условиях поземного тумана и видимостью менее 1000 метров.
Непосредственно перед столкновением с землёй пилоты сообщили об отсутствии наблюдения полосы.
Лайнер приземлился в 90 метрах от торца взлётно-посадочной полосы аэропорта и свалился с насыпи с уклоном в 45 градусов, при этом основные стойки шасси пропороли фюзеляж и вошли в грузовой отсек, по пути разорвав трубопроводы гидравлической системы торможения колёс. Крыло и топливные баки повреждены не были, однако в результате возникших от скольжения по грунту искр произошло воспламенение гидравлической жидкости, а затем огонь быстро охватил грузовой отсек и пассажирский салон. Экстренная эвакуация проводилась без паники, тем не менее от дыма погибло 15 человек, ещё четверо получили серьёзные отравления